# Alfred Newton

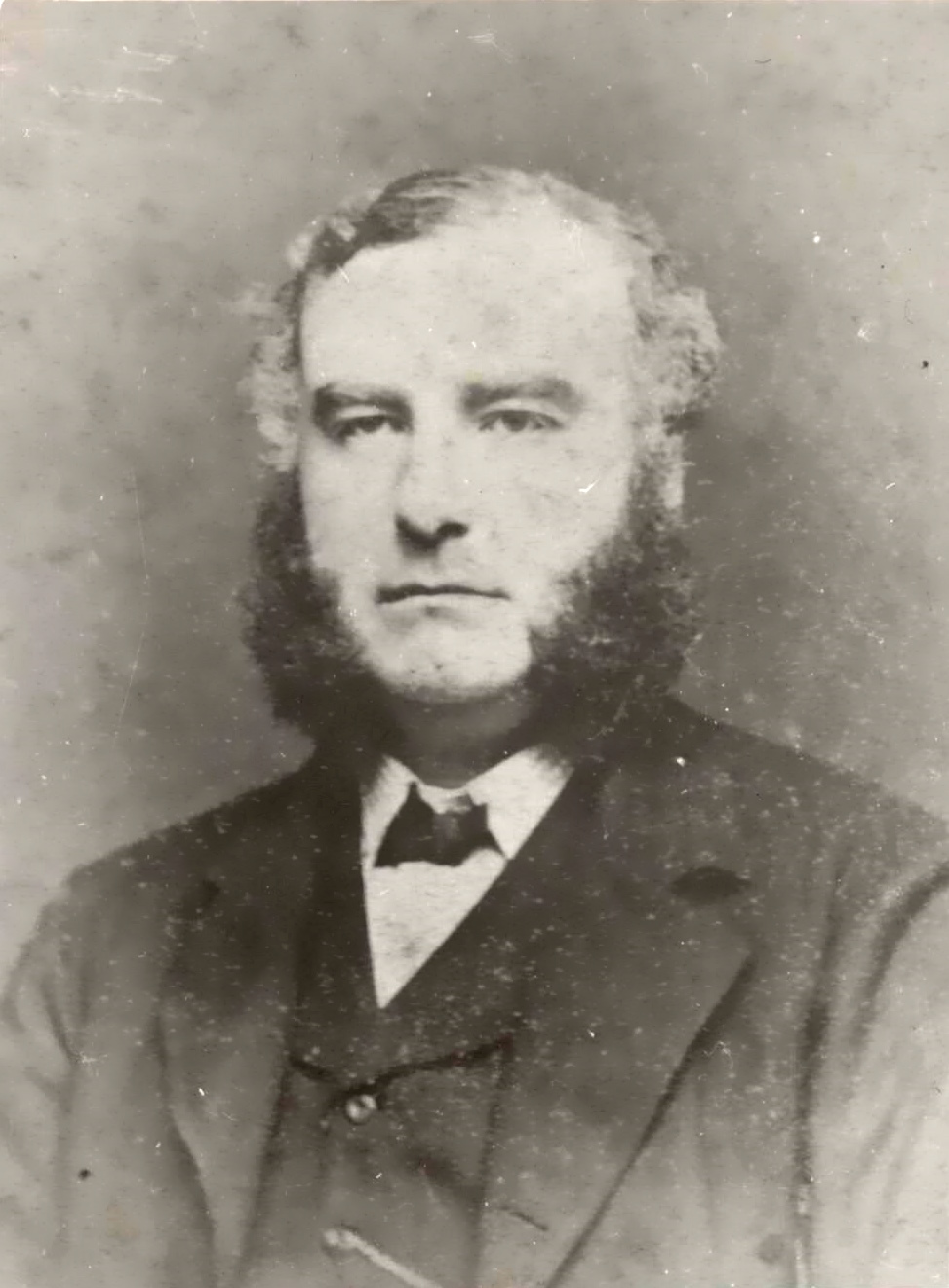
Alfred Newton

Alfred Newton (* 11. Juni 1829 in Genf, Schweiz; † 7. Juni 1907 in Cambridge, England) war ein englischer Zoologe und Ornithologe.

## Leben und Wirken
Newton studierte am Magdalene College der Universität Cambridge, wo er 1853 mit dem BA abschloss und auch seinen MA erhielt. 1854 unternahm er im Auftrag des Magdalene College zahlreiche Reisen in viele Regionen der Erde, wie Lappland, Island, Spitzbergen, die Westindischen Inseln und Nordamerika. 1866 wurde er der erste Professor für Zoologie und vergleichende Anatomie in Cambridge, eine Position, die er bis zu seinem Tod bekleidete.
1858 gehörte Alfred Newton zu den Mitbegründern der British Ornithologists’ Union. Er schrieb viele Bücher, einschließlich Zoology of Ancient Europe (1862), Ootheca Wolleyana (1864 begonnen), Zoology (1872) und A Dictionary of Birds (1893–1896). Des Weiteren schrieb er viele Artikel für wissenschaftliche Gesellschaften und war Herausgeber der Journale Ibis (1865–1870), The Zoological Record (1870–1872) und Yarrell’s British Birds (1871–1882).
Newton verbrachte einige Zeit mit dem Studium von ausgestorbenen Vogelarten der Maskarenen, von wo ihm sein Bruder Sir Edward Newton Knochenmaterial zusandte. Dies beinhaltete den Dodo und den Rodrigues-Solitär. 1872 war er die erste Person, die den Rodrigues-Sittich (Psittacula exsul) beschrieb, eine Art, die gegen 1875 ausgestorben war.
Newton starb 1907 in Cambridge und wurde im Huntingdon Road cemetery in Cambridge bestattet.

## Ehrungen
1870 wurde Newton als Mitglied („Fellow“) in die Royal Society gewählt, die ihn 1900 „für seine herausragenden Beiträge zur Ornithologie und der geografischen Verbreitung der Tiere“ mit der Royal Medal auszeichnete. Im selben Jahr erhielt er die Linné-Medaille der Linnean Society of London. 1905 wurde er zum Ehrenmitglied (Honorary Fellow) der Royal Society of Edinburgh gewählt.

## Schriften
- Zoology of Ancient Europe, Cambridge Philosophical Society, Macmillan 1862
- Ootheca Wolleyana. Teil 1: An illustrated catalogue of the collection of birds' eggs formed by the late John Wolley, Teil 2: Eggs of the native birds of Britain and list of British birds, past and present, 1864, 1902, 1905, 1907
- Zoology, 1872
- Manual of Zoology, London, Society for Promoting Christian Knowledge, 1874, Archive
- Dictionary of Birds, London: Black 1893 bis 1896 (mit  Beiträgen von Hans Gadow, Richard Lydekker, Charles S. Roy und Robert Shufeldt)
- The Dodo, in der Encyclopedia Britannica, 9. Auflage 1877
- Ornithology, Encyclopedia Britannica, 9. Auflage 1884